# Келінешть (Долж)
Келінешть, Келінешті (рум. Călinești) — село у повіті Долж в Румунії. Входить до складу комуни Міскій.
Село розташоване на відстані 176 км на захід від Бухареста, 15 км на північ від Крайови.

## Населення
За даними перепису населення 2002 року у селі проживали 128 осіб, усі — румуни. Усі жителі села рідною мовою назвали румунську.